# Nure
Il Nure (la Nür [lɐˈnyːr] in dialetto piacentino; Nura in latino) è un torrente lungo 75 km, affluente di destra del Po che scorre quasi interamente nella provincia di Piacenza, ad eccezione di un tratto di 1200 m nei pressi della foce in cui segna il confine tra il comune di Caorso, in provincia di Piacenza, e il comune di Caselle Landi, in provincia di Lodi.

## Percorso

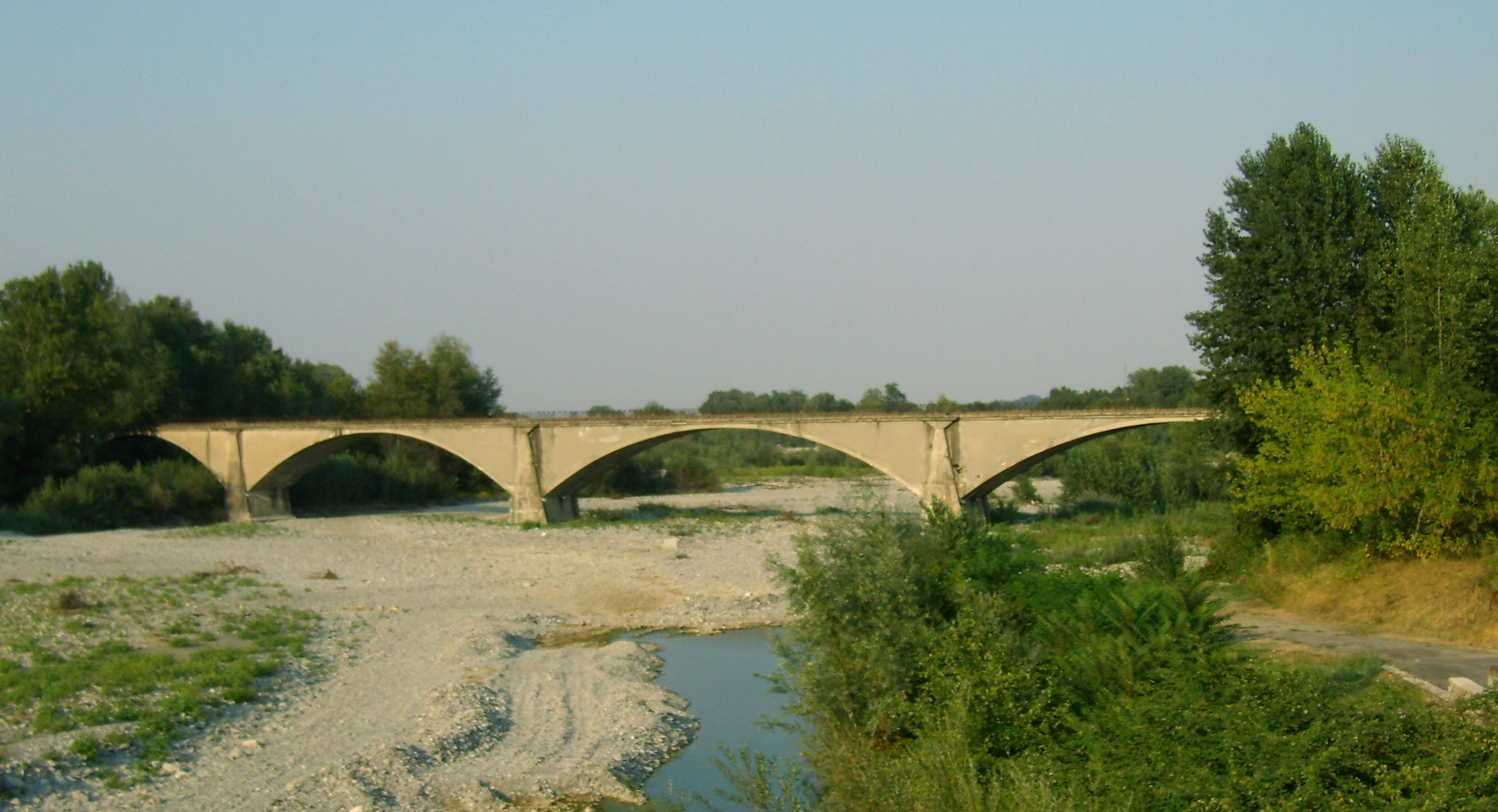
Il ponte ferroviario sul Nure a Ponte Dell'Olio

Il Nure nasce sull'Appennino ligure, in località Fontana Gelata, nel comune di  Ferriere, a un'altitudine di 1479 m s.l.m. Dopo aver ricevuto alcuni affluenti nella zona di Retorto, il torrente scorre per 8 km verso nord fino all'abitato di Ferriere dove riceve le acque del torrente Grondana, per poi piegare verso nord-est mantenendo questa direzione per 6,5 km, fino alla foce dei torrenti Lardana e Lavaiana, dove riprende a scorrere verso nord.
In seguito attraversa i centri abitati di Farini, Bettola e Ponte dell'Olio dove è presente un ponte in sasso, costruito nel 1835 e detto di Maria Luigia d'Austria, dal nome della sovrana che ne ordinò la costruzione, e un ponte ferroviario in curva, realizzato durante la costruzione della ferrovia Piacenza-Bettola, negli anni trenta.
Dopo Ponte dell'Olio il torrente comincia a scorrere nella pianura Padana, lambendo i comuni di Vigolzone e Podenzano e toccando San Giorgio Piacentino, Pontenure e Roncaglia, frazione di Piacenza.
Dopo un corso di 75 km sfocia nel fiume Po nei pressi di Roncarolo, frazione del comune di Caorso, sul confine con il comune di Caselle Landi.

## Affluenti
Il Nure non presenta affluenti di particolare rilevanza, ricevendo contributi idrici da brevi torrenti:
- Torrenti in sinistra idrografica:
Grondana (nasce nei pressi di Ciregna e confluisce nel Nure a Ferriere[4]); Lobbia (nasce dal monte Albareto e confluisce nel Nure nei pressi di Crocelobbia, tra Farini e Ferriere[5]; Ozza (confluisce nel Nure a nord di Bettola[2]); Spettine (nasce dal monte Barbieri e confluisce nel Nure tra Bettola e Carmiano[6])
- Torrenti in destra idrografica:
Biana (confluisce nel Nure nei pressi dell'omonima frazione pontolliese); Groppo Ducale (nasce nei pressi dell'omonima frazione bettolese e confluisce nel Nure a monte di Bettola[7]); Lardana (nasce dalle falde del monte Ragola e confluisce nel Nure nei pressi di Boli[8], tra Farini e Ferriere); Lavaiana (nasce dalla confluenza del Rivo della Selva e del Rivo dei Bruzzi nei pressi di Selva di Groppallo e sfocia nel Nure nei pressi di Boli[9]); Restano (confluisce nel Nure di fronte all'abitato di Olmo, posto sulla sponda opposta[10])

## Regime idrologico
Il Nure ha un bacino idrografico di 430 km², il 78 % del quale montano.
Il Nure presenta una portata media, a Ponte dell'Olio, poco prima dello sbocco in pianura, di 5,5 m³/s. Si tratta di un corso d'acqua dal tipico regime torrentizio, con massimi di portata in primavera e in autunno in corrispondenza di periodi con forti precipitazioni piovose e minimi idrometrici in estate.

## Storia
Nella notte del 14 settembre 2015 il Nure, così come altri corsi d'acqua del piacentino, tra i quali la Trebbia e l'Aveto, esonda a causa del maltempo causando la morte di tre persone in seguito al crollo di parte della strada statale 654 di val Nure a Recesio di Bettola, oltre ad ingenti danni nei centri abitati di Ferriere, dove un affluente del Nure causa il crollo di un ponte sull'ex statale 654, Roncaglia, Pontenure, Ponte dell'Olio, Bettola e Farini.